# Samuel Johannes Sandberg van Essenburg
Samuel Johannes baron Sandberg, heer van Essenburg (Zwolle, 22 januari 1778 - Nunspeet, 16 mei 1854) was een Nederlands politicus.
Sandberg, lid van de familie Sandberg, was een Zwolse advocaat en rechter. Hij was buitengewoon lid van de dubbele vergadering van de Staten-Generaal der Verenigde Nederlanden (8 tot 19 augustus 1815) die moest beslissen over de grondwet van 1815.
In de eerste jaren van het koninkrijk, van 1815 tot 1828, was hij een vooraanstaand, actief en geacht Tweede Kamerlid. Hij behoorde tot de meer vooruitstrevende leden. In 1823 en 1825 werd hij tot Tweede Kamervoorzitter gekozen. Toen hij in 1828 de Kamer verliet, volgde zijn negen jaar oudere broer Albertus Sandberg hem op.
In 1828 benoemde de koning hem tot gouverneur van Luik, maar na de Opstand van 1830 moest hij uitwijken naar Maastricht. Hij vestigde zich toen in Harderwijk en was enige tijd lid van de Raad van State, tot hem het reizen naar Den Haag te zwaar viel.
- Biografisch Portaal: 21547003
- Nederlandse Thesaurus van Auteursnamen: 303268956
- Parlement.com: vg09llsr6hx8
- Virtual International Authority File: 285342364
- WorldCat: E39PBJppxKYf3xTVCRMWHw7yh3